# Norma Herrera
Norma Herrera  (Mexikóváros, Mexikó, 1942. május 24. –) mexikói színésznő.

## Élete és pályafutása
1942. május 24-én született Mexikóvárosban. Hozzáment Raúl Araiza színészhez, de később elváltak. Fiai, Raúl és Armando szintén színészek. 1995-ben Berenice szerepét játszotta a La dueña című telenovellában. 1999-ben szerepet kapott a Tres mujeresben.

## Filmográfia

### Telenovellák
- Simplemente María (2015) ... Carmina
- Szerelem ajándékba (Mi corazón es tuyo) (2014) ... Soledad Fuentes
- Libre para amarte (2013)
- A szív parancsa (Amor bravío) (2012) ... Rocío de Albarrán
- Una familia con suerte (2011-2012) ... Doña Rebeca Garza de Treviño
- A szerelem tengere (Mar de amor) (2009-2010) ... Violeta
- Un gancho al corazón (2008-2009) ... Alicia Rosales
- Barrera de amor (2005-2006) ... Remedios Gómez
- Cómplices al rescate (2002) ... Doña Pura
- Carita de ángel (2000-2001) ... Paulina de Valle
- Tres mujeres (1999-2000) ... Greta Saraldi de Uriarte-Minski
- Huracán (1997-1998) ... Alfonsina
- La dueña (1995) ... Berenice Villareal vda. de Castro
- Yesenia (1987) .... Marisela
- Cicatrices del alma (1986) .... Elvira
- El maleficio (1983) .... Nora
- El derecho de nacer (1981) .... María
- Cancionera (1980) .... Norma
- Muñeca rota (1978) .... Gladys
- El milagro de vivir (1975) .... Leonora
- Los que ayudan a Dios (1973) .... Alicia
- El carruaje (1972) .... Sofía / Ángela
- Las gemelas (1972) .... Susana
- La Constitución (1970) .... Elisa Acuña Rossetti
- La cruz de Marisa Cruces (1970) .... Mónica
- La sonrisa del Diablo (1970) .... Laura
- Más allá de la muerte (1969) .... Hildegard
- En busca del paraíso (1968)
- Pasión gitana (1968)
- Los Caudillos (1968) .... Aurelia
- Deborah (1967)
- Un grito en la obscuridad (1965)

### Filmek
- Corazones rotos (2001) .... Sra. Cano
- Sangre prisionera (1999)
- S.I.D.A. - Síndrome de muerte (1996)
- El Fiscal de hierro 4 (1993)
- Comando terrorista (1992) .... Sargento
- Modelo antiguo (1992) .... Carmen's mother
- La Bella y La Bestia (1991) Una navidad encantada (1997) El mundo mágico de bella (1998)
- Chicago, pandillas salvajes (1991) .... Ana Rosa
- Chicago, pandillas salvajes II (1991) .... Ana Rosa
- Esa mujer me vuelve loco (1991) .... Yolanda
- Hacer el amor con otro (1991)
- Trágico carnaval (1991)
- Atrapados (1990)
- Calles sangrientas (1990)
- Emboscada aka Ambush (1990)
- El Fiscal de hierro 3(1990)
- Pablo Metralla (1990)
- Al margen de la ley (1989) .... Elisa
- El Fiscal de hierro 2: La venganza de Ramona(1989)
- El Judas en la frontera(1989)
- El Fiscal de hierro (1988)
- Pero sigo siendo el rey (1988)
- Los Camaroneros (1988)